# Pristimantis eremitus
Pristimantis eremitus är en groddjursart som först beskrevs av Lynch 1980.  Pristimantis eremitus ingår i släktet Pristimantis och familjen Strabomantidae. IUCN kategoriserar arten globalt som sårbar. Inga underarter finns listade i Catalogue of Life.